# Lusigliè

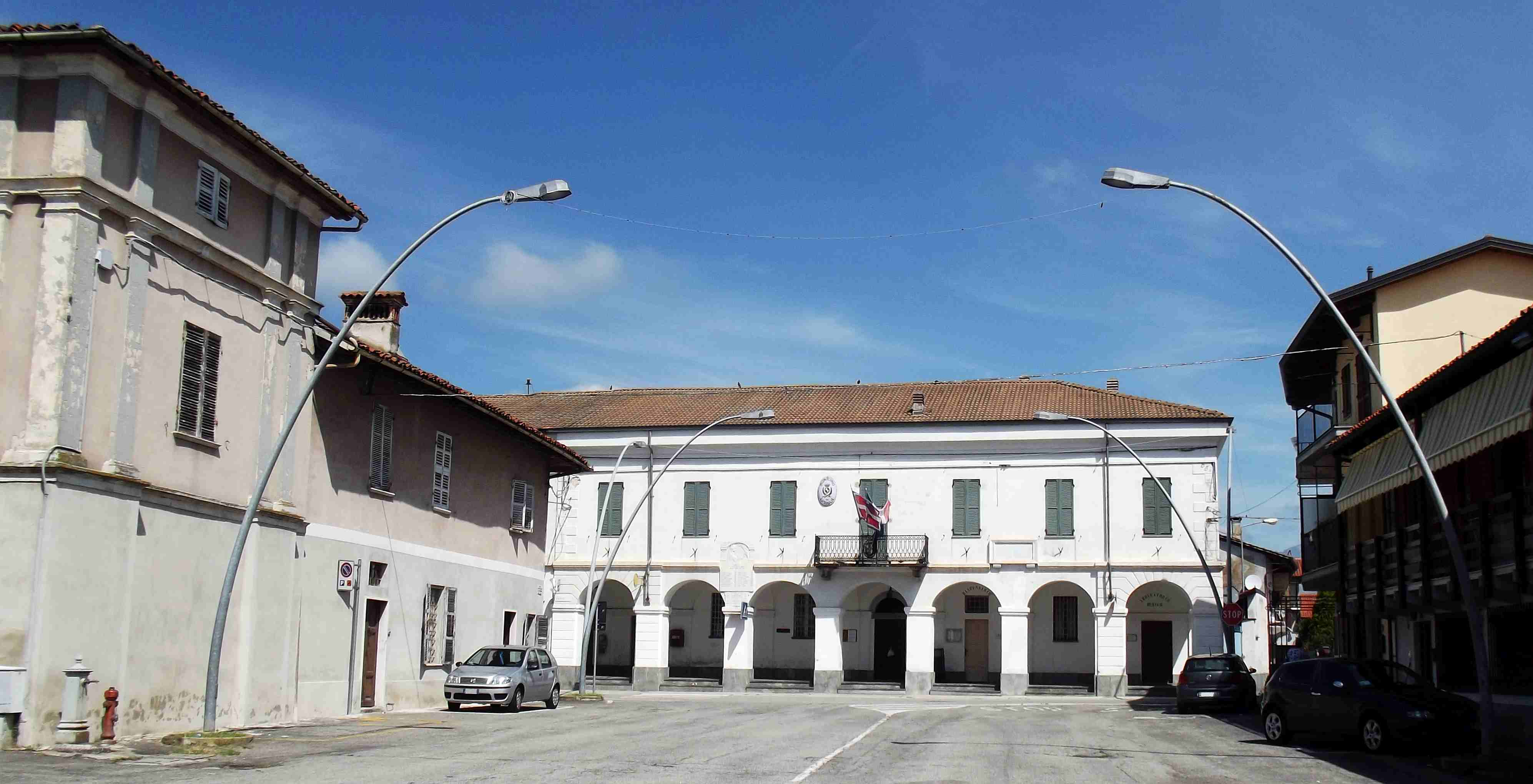
Panorama

Lusigliè es una localidad y comune italiana de la provincia de Turín, región de Piamonte, con 536 habitantes. El alcalde actual es Angelo Marasca (desde mayo del 2011).

## Evolución demográfica
| Gráfica de evolución demográfica de Lusigliè entre 1861 y 2001 |
|                                                                |
| Fuente ISTAT - elaboración gráfica de Wikipedia                |